# Sigmaresektion
Eine Sigmaresektion ist die operative Entfernung des Endabschnittes des Dickdarms.

## Operation
Bereits im 19. Jahrhundert wurden Sigmaresektionen durchgeführt. So 1833 von Jean-François Reybard, 1875 von Carl Thiersch und 1879 von Félix Guyon. Ziel der Sigmaresektion ist die Entfernung (Resektion) des tumorösen oder divertikeltragenden Darmabschnittes. Der ganze Eingriff kann als so genannte offene Operation oder auch minimal invasiv laparoskopisch durch mehrere kleinere Einschnitte in die Bauchwand durchgeführt werden.
Vor der Operation wird der Darm gründlich gereinigt, um das Infektionsrisiko zu verringern. Die Darmreinigung erfolgt durch eine orthograde Spülung. Hierbei werden dem Patienten am Tag vor der Operation 3–4 Liter Spülflüssigkeit (Abführmittel) oral verabreicht, zusätzlich werden bei Bedarf rektale Reinigungseinläufe durchgeführt. Der Eingriff wird unter Vollnarkose durchgeführt. In einigen Zentren wird auf die Vorbereitung des Darmes verzichtet, da in Studien gezeigt werden konnte, dass die Vorbereitung keinen nachweisbaren Vorteil bringt. So können die Patienten bis zur Operation ernährt und optimal auf die Belastung vorbereitet werden (Fast-Track-Chirurgie).
In der Regel werden die verbleibenden Darmteile in einer Anastomose wieder zusammengenäht. Manchmal muss der Chirurg den verbleibenden Darm zur Außenseite des Bauches verlegen, damit wird ein künstlicher Darmausgang hergestellt. Die Maßnahme ist z. B. nötig, wenn die Divertikel geplatzt sind, die Infektion sich ausgebreitet hat und die Ausheilung der Anastomose beeinträchtigt ist.

## Risiken und Komplikationen
Neben den generellen Risiken im Rahmen einer Operation und einer Vollnarkose kann es im speziellen Fall zu Verletzungen der Milz (Splen), des Darms oder des Magens kommen. Auch Niere, Harnblase und Harnleiter sowie die Gefäße des Bauchraums können verletzt werden.
Eine Verletzung dieser Strukturen kann permanenter Natur sein und weitere Operationen erforderlich machen, dies kommt jedoch nur sehr selten vor.
Durch den Einschnitt im Bauch können Hernien entstehen, die eine erneute Operation nötig machen.
Eine weitere mögliche Komplikation ist der Bruch der Anastomose, das heißt des Bereichs, an dem die beiden Darmenden verbunden sind. Dies kann zu Infektionen im Bauchraum (Peritonitis) führen, die eine Operation und einen künstlichen Darmausgang erfordern würden.
Bei aller Sorgfalt des Operateurs ist nie auszuschließen, dass beim Eingriff Schmutzpartikel des Darms in den Bauchraum gelangen. Dadurch kann es postoperativ zur Bildung eines Abszesses im Bauchraum kommen. Wird bei der sonografischen Nachuntersuchung ein solcher Abszess diagnostiziert und kann nach einer Röntgenuntersuchung des Darms ausgeschlossen werden, dass die Operationsnähte undicht sind, wird der Abszess punktiert oder CT-gestützt drainiert.